# Ermita de la Virgen de Loreto (Chelva)
La ermita de la Virgen de Loreto (también, ermita de Nuestra Señora de Loreto o ermita del Loreto) es un santuario de Chelva, provincia de Valencia (Comunidad Valenciana) España.
Situada al sureste de la población, en el camino de Calles -donde se hallaba el antiguo núcleo musulmán de «Benajuay». Está declarada Bien de Relevancia Local Código 46.10.106-016.-

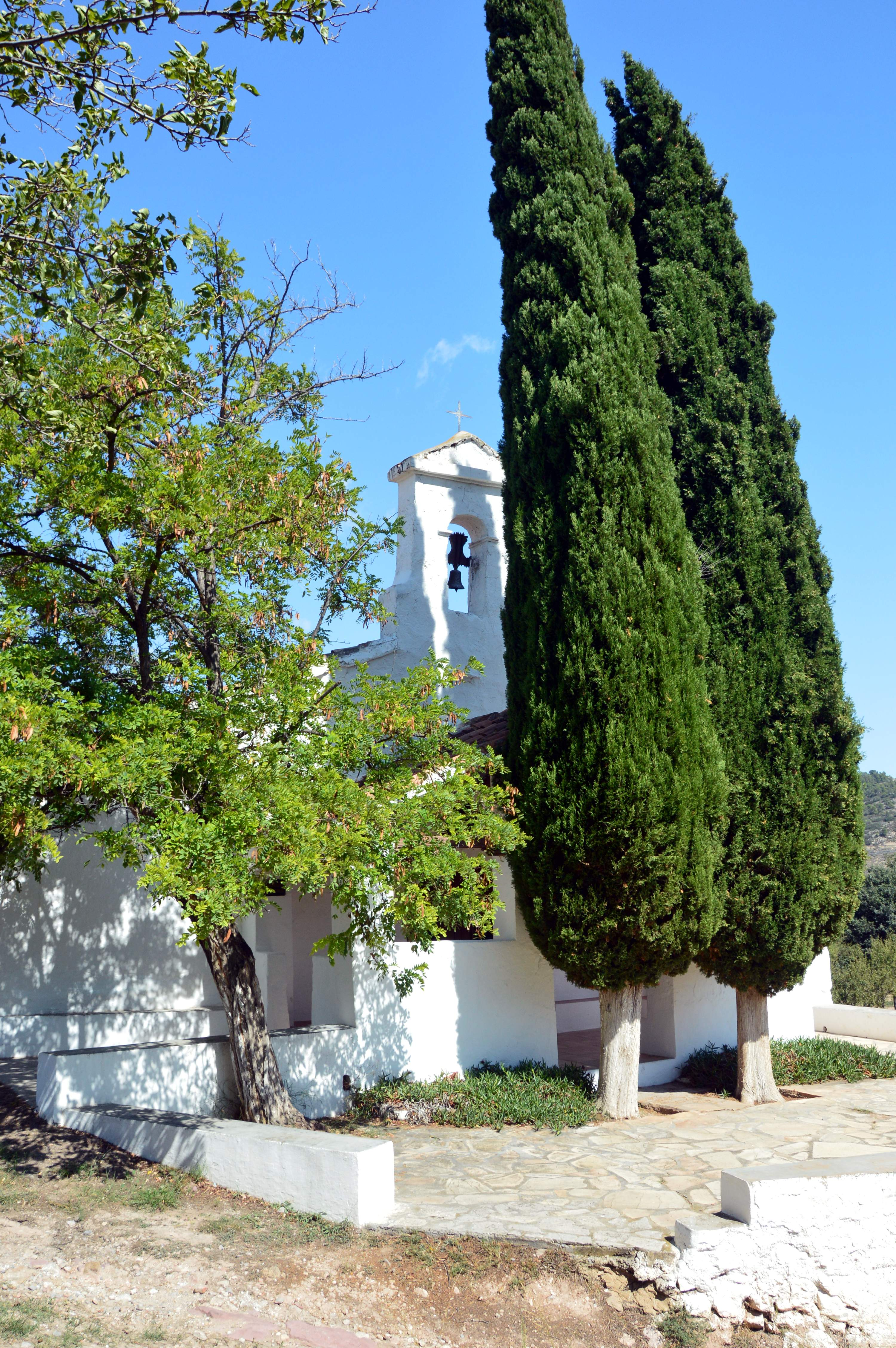
Vista parcial (noroccidental) de la Ermita de la Virgen de Loreto en Chelva (Valencia), 2018.

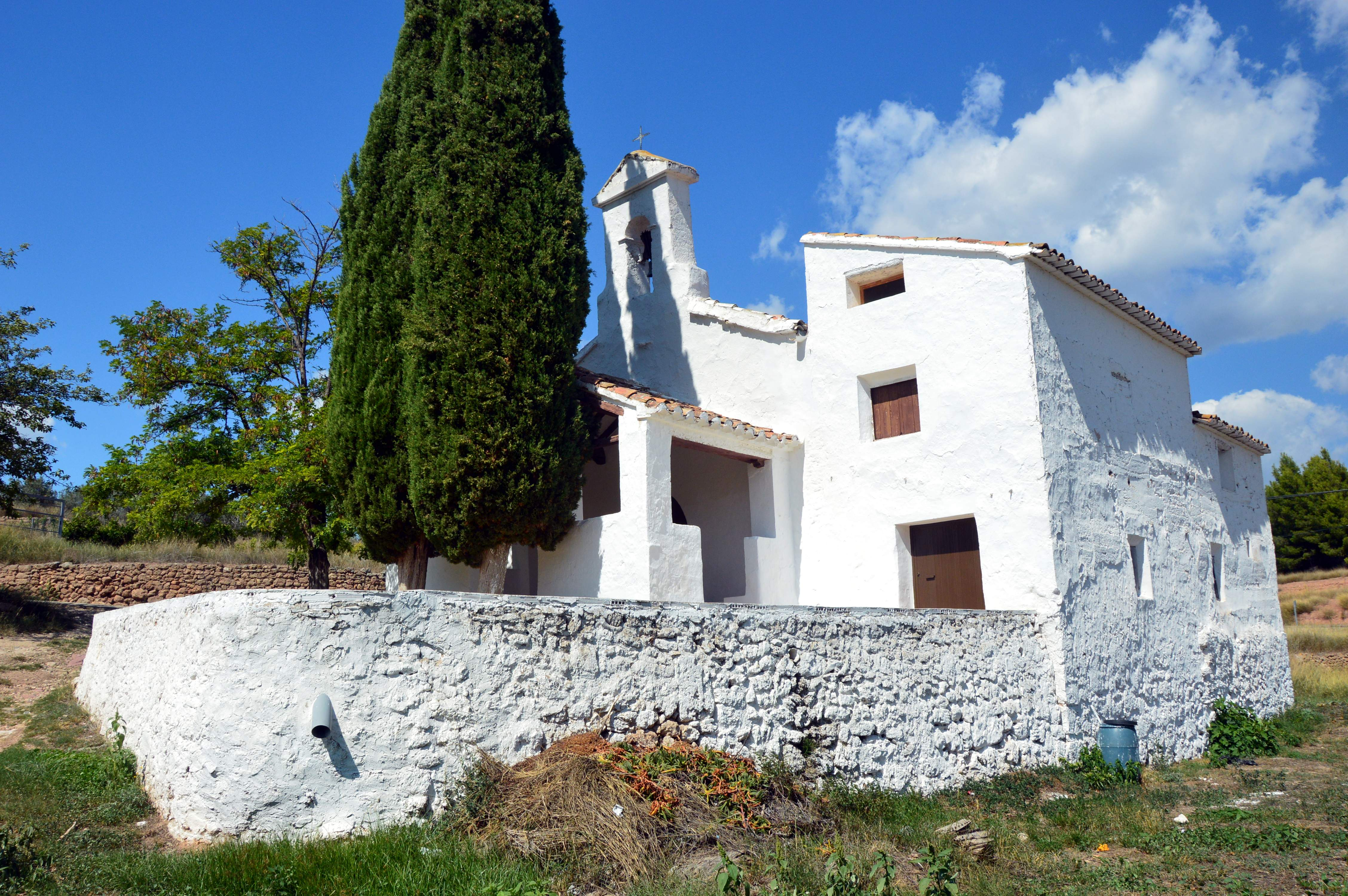
Vista parcial (suroccidental) de la Ermita de la Virgen de Loreto en Chelva (Valencia), con detalle de la casa del santero (2018).

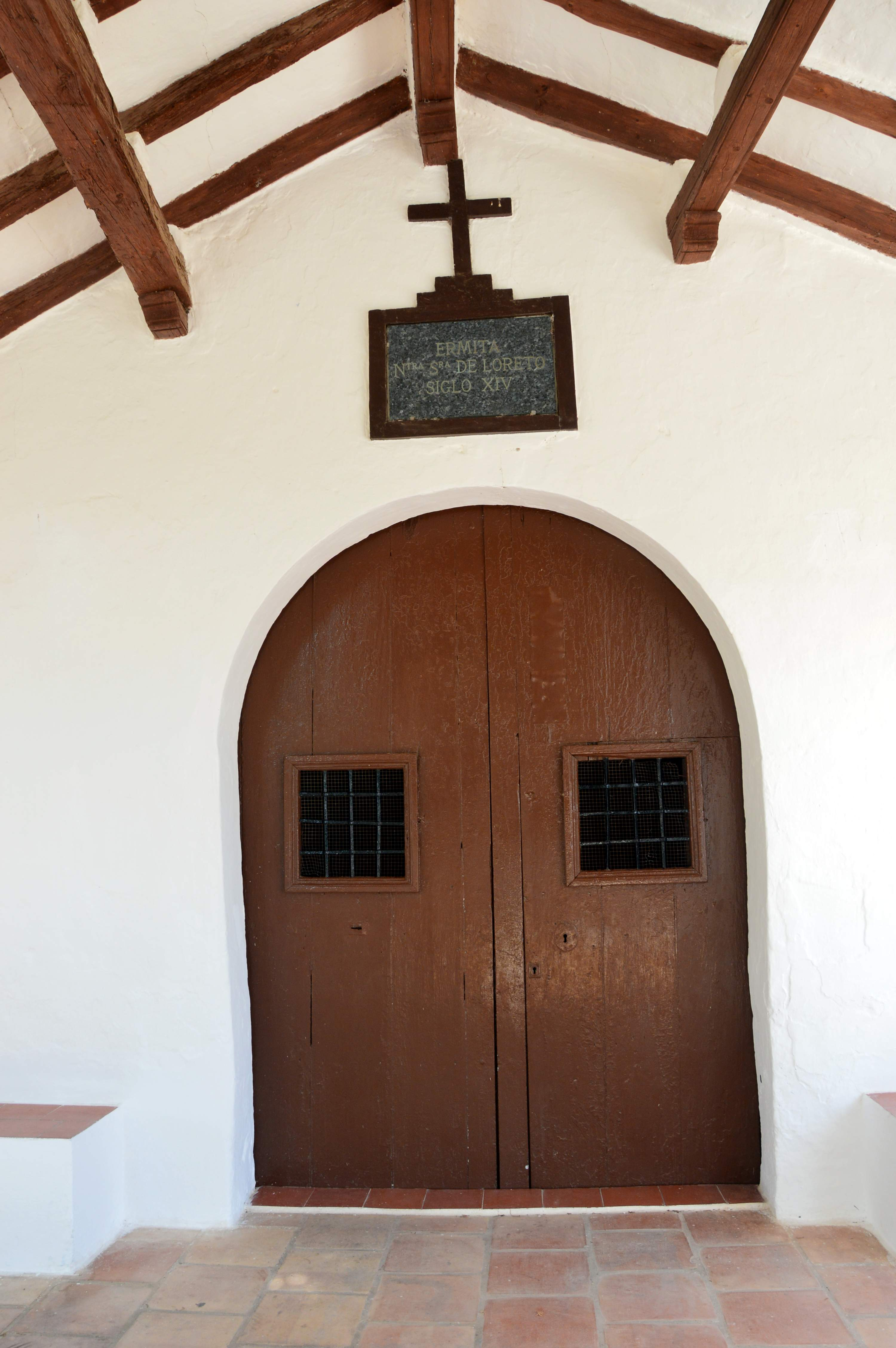
Vista del pórtico de la Ermita de la Virgen de Loreto en Chelva (Valencia), 2018.

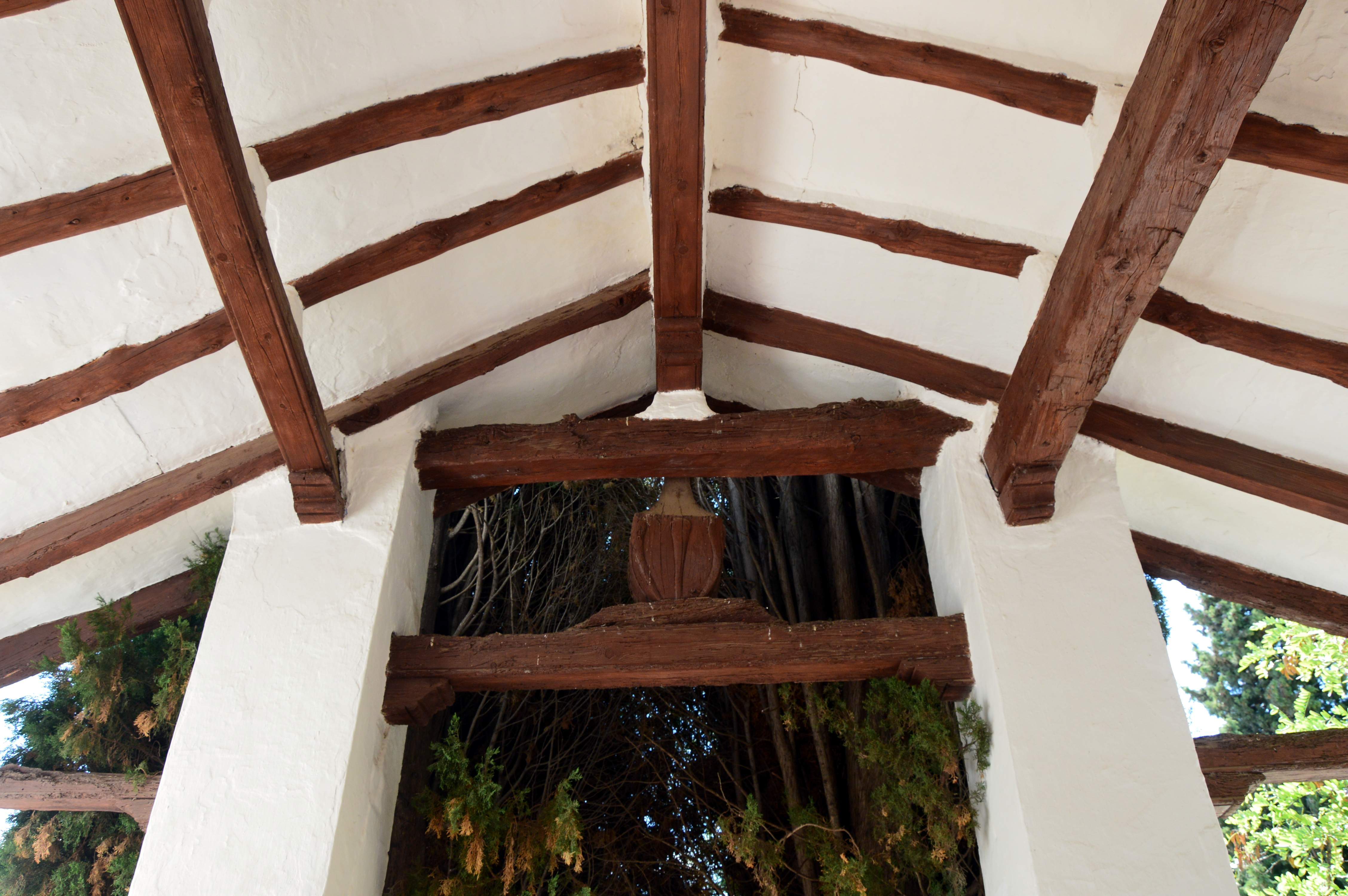
Detalle de la cobertura del pórtico de la Ermita de la Virgen de Loreto en Chelva (Valencia), 2018.

## Historia
Se le tiene por el ermitorio más antiguo de Chelva (siglo XIV): su origen se remonta a finales del siglo XIV, en tanto primer asentamiento de los franciscanos en la zona (1390). Según la tradición, los primeros cinco frailes de san Francisco de Asís vinieron a Chelva con el primer vizconde de Chelva, don Pedro Ladrón de Vilanova, tras un viaje de este a Italia, donde visitó la Santa Casa de Loreto. Los franciscanos fundaron el convento de San Francisco, trayendo con ellos la devoción a la Virgen de Loreto.-
A finales del siglo XVI (1599), la ermita se cedió (por su proximidad) a los moriscos del «poblado de Benajuay», entonces habitado por unas sesenta familias, quedando la iglesia aneja a la rectoría de la Villa, y con la obligación del rector de celebrar en ella «todas las fiestas segunda misa», y «mandando a los del lugar de Calles, que viniesen también a oírla al Loreto».
A lo largo del tiempo el edificio ha sufrido ampliaciones y remodelaciones: la primera documentada tuvo lugar de la mano del devoto Jaime Mares (progenitor del padre Vicente Mares), que «renovó su altar, añadiéndole los remates», y haciendo traer de Valencia «una imagen de bulto» (1639), seguida de otras actuaciones: altar de San José y la Virgen con el Niño en brazos, y altar de San Joaquín (1647); capilla mayor (1650); pinturas en sacristía (1651); altar de la Santísima Trinidad (este fue el cuarto altar, ofrecido por Silvestre Mares, hermano de Jaime), que «lo doró a sus costas»; seguido por el quinto altar (San Lorenzo, San Pedro y el Arcángel San Miguel), en 1600.
Mediado el siglo XIX (1847), Chelva contaba con nueve ermitas: San Joaquín, Santa Cruz, Ntra. Sra. de la Soledad, Ntra. Sra. de los Desamparados, Ntra. Sra. de Loreto, Ntra. Sra. del Remedio, Ntra. Sra. de Monserrat, San Sebastián y San Antonio; las tres últimas destruidas durante la I Guerra Carlista (1833-1840).
El aspecto actual de la ermita corresponde a la última rehabilitación (1991).
Años atrás (en 2005) tuvo lugar el robo de la campana de la ermita, situada en la espadaña.-

## Ubicación y descripción
El padre Vicente Mares la ubica «A la parte del Oriente de la villa de Chelva, en el mismo camino real de Valencia, en medio de la florida huerta», «a la sombra de devotos y penitentes cipreses».
Orientada de este (cabecera) a oeste (pies), la entrada con soportal viene precedida por una escueta plazoleta ornada de altos cipreses: en la fachada septentrional (evangelio) posee a modo de porche para caminantes y en la meridional (epístola) se halla la casa del santero. De muros encalados y bien conservada, su aspecto externo destaca por la robustez de su fábrica de mampostería. Posee cobertura de teja árabe a doble vertiente, y muestra apariencia antigua no obstante las remodelaciones y ampliaciones sufridas.
En el hastial de la fachada de los pies -sobre el atrio exterior rebajado- luce una sólida espadaña de un solo vano con somera cobertura triangular, de teja. La primera descripción del santuario data de mediados los años sesenta del siglo XX (1966) y corresponde al escritor y periodista valenciano Luis B. Lluch Garín, que visitó el lugar en compañía del arcipreste (don Aurelio) y de los santeros:

«De una de las paredes de la Ermita baja un largo tejadillo que cubre un porche o refugio para caminantes […] En la fachada destaca, entre jóvenes cipreses, un atrio con tejado a dos vertientes sostenido por recios pilares y un envigado con zapatas rústicas pintado de cal. A la derecha se levanta la casa del ermitaño, con su fachada de color azul, unas ventanas abocinadas con postigos embadurnados de rojo, un poyo de obra corrido y una parra de tono esmeralda cuyo leño retorcido arranca de una jardinera cubierta de lirios y geranios».
Ermitas y paisajes de Valencia, Luis B. Lluch Garín

La ermita que describe el periodista tiene el piso cubierto con baldosas blancas y negras, formando greca alargada. El zócalo imita un aparejo de sillería, con cuatro macizas pilastras que arrancan de las paredes, sosteniendo unos arcos apuntados, entre los que se extiende «una bóveda por arista con florones» en el cruce de la nervadura. De los muros penden algunos cuadros: Virgen del Pilar, san Antonio, Ecce-Homo, Inmaculada Concepción, Virgen de los Desamparados. Sobre la pila del agua bendita, «que es una taza de piedra tallada sostenida por una columna labrada», un relieve plateado incrustado en el enlucido, representando a la Virgen de la Cueva Santa.
A ambos lados del presbiterio hay dos cuadros: uno de san José y otro de la Virgen del Pilar sobre ménsulas, con búcaros de flores. Los escalones del presbiterio lucen atoques de madera, con azulejos antiguos en el frontis y el arrimadero. Techo plano con cuatro pechinas y escocia simple, con pinturas de vivos colores en el centro, representando al Padre Eterno, «con un recuadro que encierra el anagrama de Jesús».
El frontal del altar luce unos cipreses y una palmera pintados. Una imagen de la Virgen de Loreto, situada en una hornacina, preside el altar mayor. La imagen es de apariencia moderna, la más antigua (que era un cuadro) desapareció. Ha quedado, sin embargo, la semblanza que el padre Mares hizo de esta pintura (1681):

«La imagen es de pintura primorosa sobre tabla, sin haber podido jamás ocultar una junta que viene en medio de su sereno y agradable rostro, no permitiendo la desmintiese el arte, su estatura es grande, tiene un niño en sus brazos, su vestidura es carmesí, el manto azul matizado de estrellas, tiene una cadena de oro pendiente de sus hombros, está sentada sobre su misma casa, que caminando por un proceloso mar, la llevan cuatro garbosos ángeles. Su presencia causa reverencia, su serenidad respecto, su hermosura alegría y amor, y en fin toda digan de ser entrañablemente amada».
La Fénix Troyana, Vicente Mares

En el cornisamento del retablo hay una inscripción latina: 

DEI PARA DOMUS IN QUA VERBUM CARO FACTUM EST

La inscripción puede traducirse como: «Dios preparó una casa (el vientre de María) donde la palabra (Verbo de Dios) se hizo carne» -aludiendo a la Encarnación.
Un cartel en el muro indica que la capilla se pintó en 1950.
Descripciones posteriores dicen de «un atrio cubierto a doble vertiente con vigas de madera, ventanas abocinadas con postigos y poyo corrido» -obra del siglo XVI. El portón de entrada es de doble hoja, con ventanas de culto enmarcadas en arco de medio punto. Sobre la entrada hay una lápida en mármol oscuro con una inscripción: 

ERMITA NTRA. SRA. DE LORETO./ SIGLO XIV

Asimismo, se destaca la planta rectangular, el piso de baldosas (blancas y negras) y la bóveda de aristas con flores en tres tramos, basada en dos arcos apuntados apoyados en grandes pilastras. El presbiterio está elevado sobre escalones, con cubierta plafonada, conformando un conjunto muy luminoso. La imagen de la Virgen de Loreto es obra moderna. La primitiva (pintada) se perdió durante la revolución española de 1936, «aunque los elementos arquitectónicos del templo quedaron prácticamente intactos».

## Patronazgo y vinculación
Además de a su patrono y benefactor (Pedro Ladrón de Vilanova, I Vizconde de Chelva), se halla vinculado a esta ermita el sabio rector de Chelva, Vicente Mares, que dedicó su célebre obra La Fénix Troyana (1681) a la Santísima Virgen Nuestra Señora del Loreto, a la que califica de «verdadera luz de las tinieblas, norte y guía de los felices partos, salud de los enfermos, madre de los afligidos y desconsolados y universal amparo de los hijos de esta villa».

## Culto y tradición
La onomástica de la Virgen de Loreto tiene lugar el domingo siguiente a la celebración de la Virgen de Tejeda (8 de septiembre), consiste en una misa en la ermita, tras la que los cofrades del Loreto reparten las tradicionales «tortas de la Virgen».